# Adrama
Genre
Adrama est un genre d'insectes diptères de la famille des Tephritidae.

## Répartition
Les espèces du genre Adrama sont présentes dans les régions orientales et australasiennes depuis l'Inde jusqu'aux Philippines, à l'Indonésie et à l'Australie.

## Habitat
Certaines espèces du genre Adrama affectionnent les mangroves où leurs larves se développent dans les fruits des 
Lecythidaceae.

## Description
La tête, à peine plus large que le thorax, est transversale avec deux soies dressées sur la partie postérieure du vertex. Elle ne présente pas de soies postoculaires et génales mais arbore des soies fronto-orbitaires inférieures. La face est verticale et sa longueur ne dépasse pas la moitié de la hauteur de la tête. L'épistome est légèrement proéminent. Les yeux ne sont pas pédonculés,. Les antennes, pubescentes,, sont plus courtes que la face, et atteignent presque l'épistome avec la troisième articulation longue, linéaire et conique à l'extrémité. 
Le corps est plutôt long. L'abdomen, presque linéaire, est plus long et plus étroit que le 
thorax. Le thorax est plutôt allongé. Les pleuroterga arborent de fin poils dressés,. Le scutellum porte deux ou quatre soies. La suture scutale transversale est incomplète. Le pont postcoxal métathoracique est largement sclérotisé.
Les pattes sont modérément longues et minces. Les fémurs postérieurs présentent de minuscules épines en dessous. En fait, tous les fémurs présentent des épines sur la face antérieure,. Les tibias du milieu présentent de une à deux longues épines apicales.
Les ailes sont assez longues avec au moins la zone apicale principalement brune.  La nervure transversale discale, droite et verticale, est séparée par à peine la moitié de sa longueur du bord et par un peu plus de sa longueur de la nervure transversale. Il n'y a pas de fourches sur les nervures R2+3 et M1+2. La nervure Cu1 est simpleet la cellule cubitale Cu est lobée avec un apex vertical.

## Ethologie
Les larves de certaines espèces du genre s'attaquent aux graines du thé Camellia sinensis.
Le genre Adrama a également pour hôte d'autres plantes comme Millettia atropurpurea et Albizia procera de la famille des Fabaceae, Palaquium maingayi de la famille des Sapotaceae, Ryparosa kurrangii de la famille des Achariaceae, Lepisanthes falcata de la famille des Sapindaceae ainsi que Barringtonia acutangula, Barringtonia asiatica, Barringtonia calyptrata, Barringtonia calyptocalyx et Barringtonia racemosa de la famille des Lecythidaceae.

## Taxonomie
L'espèce type du genre Adrama est Adrama selecta par monotypie.

### Publication originale
- Walker, F. 1859. Catalogue of the Dipterous Insects collected in the Aru Islands by Mr. A. E. Wallace, with Descriptions of New Species. Journal of the proceedings of the Linnean Society. Zoology, London, 3:77-131. (BHL - Adrama p.117)

## Liste des espèces
- Adrama apicalis Shiraki, 1933 - (Birmanie, Inde, Laos, Taiwan, Thailande, Philippines)[1]

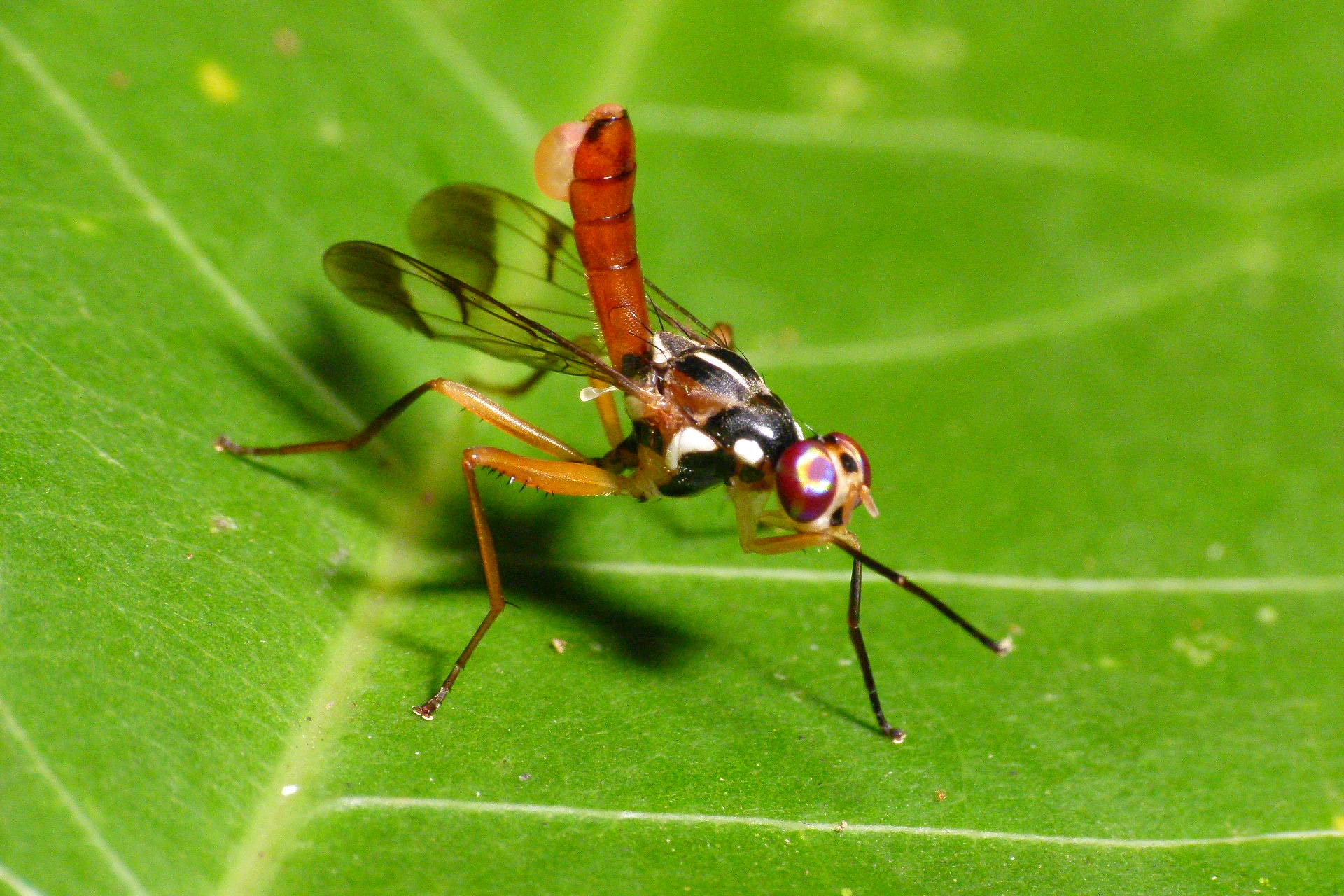
Adrama austeni

- Adrama austeniAdrama austeni Hendel, 1912 - (Sri Lanka, Sud de l'Inde)[1]
- Adrama biseta Malloch, 1939 - (Australie (Nord du Queensland))[1]
- Adrama determinata (Walker, 1856) - (Indonésie, Malaisie, Singapour, Sud des Philippines)[1]
- Adrama flavimana Malloch, 1939 - (Malaisie (Sabah))[1]
- Adrama fuscoapicata Malloch, 1939 - (Îles Salomon)[1]
- Adrama ismayi Hardy, 1986[1] - (Nouvelle-Bretagne)[1]
- Adrama nigrifrons Hardy, 1973 - (Laos)[1]
- Adrama rufithorax Malloch, 1939 - (Îles Salomon, Archipel Bismarck)[1]
- Adrama rufiventris (Walker, 1860) - (Indonésie, Nouvelle-Guinée, Philippines)[1]
- Adrama selecta Walker, 1859[2] - (Indonésie (Moluques), Îles Salomon, Archipel Bismarck, Nouvelle-Guinée, Australie (Queensland))[1]